# Tetragnatha atriceps
Tetragnatha atriceps là một loài nhện trong họ Tetragnathidae.
Loài này thuộc chi Tetragnatha. Tetragnatha atriceps được miêu tả năm 1898 bởi Banks.